# シサㇺ (映画)
『シサㇺ』は、2024年の日本映画。監督は中尾浩之。主演は寛一郎。北海道が蝦夷地と呼ばれていた江戸時代前期を舞台に、対立するアイヌと和人の狭間で葛藤する武家の若者の姿を描いた時代劇映画。

## キャスト
- 高坂孝二郎：寛一郎
- 高坂栄之助：三浦貴大
- 善助：和田正人
- シカヌサシ：坂東龍汰
- アㇰノ：平野貴大
- リキアンノ：サヘル・ローズ
- イカシコトシ：藤本隆宏
- 伊助：山西惇
- ヤエヤㇺノ：佐々木ゆか
- オモアイノ：諫早幸作
- ポコチョカㇻ：一條恭輔
- みつ：古川琴音（特別出演）
- 平助：要潤
- 高坂まさ：富田靖子
- 大川：緒形直人

## スタッフ
- 監督：中尾浩之
- 脚本：尾崎将也
- エグゼクティブプロデューサー：嘉山健一
- プロデューサー：比嘉り子
- 協力プロデューサー：古賀雪絵
- キャスティングプロデューサー：原田浩行
- 撮影監督：小川ミキ
- ギャファー：藤田貴路
- 録音：高木創
- 美術：五辻圭
- 衣装デザイン・スタイリスト：高橋毅
- メイクアップデザイナー：MARI
- 編集：木村悦子
- 音楽：戸田信子、陣内一真
- 主題歌：中島みゆき 『一期一会』
- 助監督：長谷川卓也
- 制作担当：越智喜明
- VFX：エヌ・デザイン